# Time Requiem
Time Requiem ist eine schwedische Metal-Band, ihr Stil ist klassisch beeinflusster Progressive-Metal. 

## Geschichte
Richard Andersson gründete die Band im Sommer 2001, nachdem er sein altes Projekt Majestic für beendet hielt. Andersson nahm Peter Wildoer, Apollo Papathanasio and Magnus Nord mit in die neue Band. Martin Wezovski war angeblich nicht gut genug am Bass, um in einer Band wie Time Requiem zu spielen und wurde durch Dick Lövgren von Meshuggah ersetzt. In dieser Besetzung veröffentlichte die Band 2002 ihr selbstbetiteltes erstes Album Time Requiem.
2003 spielte die Band in Japan. Das Konzert wurde auf CD veröffentlicht, Unleashed in Japan, es enthielt auch neues Material.
Nach der Live-CD konzentrierte sich Wildoer auf seine Thrash-Metal-Band Darkane und verließ Time Requiem. Lövgren hatte musikalische Differenzen mit Andersson und ging ebenfalls. Die beiden wurden durch Zoltan Csörsz und Jonas Reingold ersetzt. 

## Diskografie
- Time Requiem (2002)
- Unleashed in Japan (2003)
- The Inner Circle of Reality (2004)
- Optical Illusion (2006)